# La Tulipe noire (roman)
Ne doit pas être confondu avec La Tulipe noire (film).
La Tulipe noire est un roman issu de la collaboration entre Alexandre Dumas et Auguste Maquet, paru en 1850.

## Résumé
En 1672, l'année de tous les désastres pour les Provinces-Unies, le peuple renverse la république des frères Jean et Corneille de Witt pour rétablir le stathoudérat et le confier à Guillaume III d'Orange-Nassau. Indifférent à ces événements politiques, tout à la tulipomanie à laquelle le pays est en proie, le filleul de Corneille de Witt, Cornélius van Baerle, ne songe qu'à créer une tulipe noire, pour laquelle la Société Horticole de Haarlem a promis une récompense de cent mille florins. Cornélius parvient à obtenir trois bulbes de tulipe noire avant son concurrent et voisin, Isaac Boxtel. envieux de son succès, et qui le dénonce, à l’annonce du massacre de frères de Witt à La Haye, car il a vu, en janvier 1672, Cornelius de Witt remettre la correspondance de son frère et du marquis de Louvois. à son filleul. Des soldats perquisitionnent sa demeure avant qu’il ait eu le temps de détruire les lettres de son oncle, qui devaient être sans être ouvertes. Arrêté sur ordre du juge van Spennen et envoie sous escorte à La Haye, Cornelius parvient, contre toute attente, à emporter ses précieux bulbes. Emprisonné à La Haye, sous la garde d’un geôlier orangiste inflexible, sa fille, Rose, tombe follement amoureuse de lui et l’aide à cultiver la tulipe noire, que Boxtel réussit à voler et à tenter de faire sienne devant la Société d’horticulture. Rose le poursuit et se retrouve devant le prince Guillaume, qui résout l’affaire de la propriété de la tulipe et fiance Cornelius à Rosa, dont le père, réconcilié avec son gendre, quitte sa prison pour garder son champ de tulipes.

## Personnages

### Personnages principaux
- Cornélius van Baerle, médecin de formation, devenu horticulteur, qui consacre ses travaux à la création de la tulipe noire. Il est écroué au Buytenhoff parce qu'il détient des lettres que son parrain Corneille de Witt lui a remises.
- Rosa Gryphus, fille du geôlier Gryphus de Cornélius van Baerle.
- Isaac Boxtel, voisin de Cornélius van Baerle à Dordrecht. Obsédé par la tulipe noire, il cherche par tous les moyens à s'approprier la création de son rival.
- Guillaume d'Orange, Guillaume III d'Orange-Nassau prince d'Orange, fils de Guillaume II, petit-fils du roi Charles Ier d'Angleterre, et nouveau stathouder.
- Gryphus, geôlier de la prison d'État de La Haye, le Buytenhoff, ensuite de Loevestein.
- Craeke, émissaire de Jean de Witt.

### Autres personnages
- Corneille de Witt, Ruart de Putten (inspecteur des digues de Hollande).
- Jean de Witt, Grand pensionnaire de Hollande et précepteur de Guillaume III d'Orange-Nassau.
- Capitaine van Deken, officier de Guillaume III d'Orange-Nassau.

## Homonymie
Ayant eu l'idée d'adapter ce roman au cinéma sans même l’avoir lu, le réalisateur Christian-Jaque, se rendant compte, à sa lecture, qu’il ne s’agissait nullement d’un roman de cape et d'épée a donc transformé l'histoire, qui ne peut manquer de rappeler Fanfan la Tulipe, tourné douze ans plus tôt avec Gérard Philipe. 
Cette confusion suscitée par le générique du film, qui mentionne le livre comme inspiration, est souvent entretenue par les médias de presse qui l'indiquent dans leurs fiches à l'occasion de la rediffusion du film à la télévision. Suprême ironie, Geneviève Coste écrit dans Télé 7 jours du 22 mai 1975 qu’Alexandre Dumas « n’a pu que sourire dans sa tombe. »